# Крысий
Крысий (англ. Rat Island, алеут. Hawadax̂, 'Агўад̆аҳ) — необитаемый остров в группе Крысьих островов в составе Алеутских островов.
Из-за кораблекрушения японского судна, произошедшего до 1780 года, на остров попали крысы, которые стали угрозой для гнездившихся там птиц (ибо у них на острове не было естественных врагов). После этого крысы распространились по 16 соседним островам.
В 2007 году Служба рыбных ресурсов и дикой природы США разработала план по уничтожению крыс, при котором бы не затрагивались прочие виды животных. Было решено апробировать разработки на Крысьем острове, прежде чем применять их в менее изолированных зонах. Осенью 2008 года с вертолётов на остров в течение недели сбрасывался бродифакум. В июне 2009 года остров был объявлен свободным от крыс — впервые за его 229-летнюю историю. Имеются признаки того, что птицы (включая тундряных куропаток, сапсанов, чёрных куликов-сорок) вновь начали гнездиться на острове.